# Paweł Świeboda
Paweł Piotr Świeboda (ur. 7 kwietnia 1972 w Rzeszowie) – polski ekonomista, menadżer, autor oraz były urzędnik państwowy i europejski. Założyciel i dyrektor NeuroCentury, Senior Fellow w European Policy Centre, Senior Fellow w International Center for Future Generations, współzałożyciel Brain Capital Alliance oraz Senior Advisor w FIPRA International. 

## Życiorys
Ukończył ekonomię w London School of Economics (BSc, 1994) oraz stosunki międzynarodowe na Uniwersytecie Londyńskim (MA, 1995). W latach 1996–2000 był doradcą prezydenta RP ds. Unii Europejskiej, a od 2000 do 2001 kierował Biurem Integracji Europejskiej w Kancelarii Prezydenta RP. Od 2001 do 2006 pełnił funkcję dyrektora Departamentu Unii Europejskiej Ministerstwa Spraw Zagranicznych, odpowiedzialnego za negocjacje akcesyjne Polski z Unią Europejską.
Po zakończeniu pracy w MSZ został prezesem fundacji DemosEuropa – Centrum Strategii Europejskiej, którą kierował do 2015. Powoływany w skład rad doradczych europejskich i międzynarodowych instytucji badawczych oraz organizacji (m.in. European Policy Centre, Baltic Development Forum). Zasiadał w zespole ekspertów do spraw polskiej prezydencji w UE w 2011. Publikował poświęcone tematyce europejskiej felietony w „Gazecie Wyborczej”.
W 2015 przeszedł do pracy w strukturze Komisji Europejskiej, obejmując stanowisko wicedyrektora Europejskiego Ośrodka Strategii Politycznej (EPSC).
W 2020 wygrał międzynarodowy konkurs, obejmując stanowiska dyrektora generalnego projektu KE Human Brain Project oraz dyrektora wykonawczego związanego z tym projektem zrzeszenia EBRAINS. 
W 2023 roku założył centrum doradcze poświęcone promowaniu zagadnień dotyczących neurobiologii, neurologii, neurotechnologii i neuroekonomii - NeuroCentury. W European Policy Centre prowadzi projekt dotyczący bezpieczeństwa ekonomicznego UE. Jest także Senior Fellow ds. Neurotechnologii w International Center for Future Generations, współzałożycielem Brain Capital Alliance oraz Senior Fellow w FIPRA International. 

## Odznaczenia
W 2014 odznaczony Krzyżem Kawalerskim Orderu Odrodzenia Polski. W 2005 otrzymał Złoty Krzyż Zasługi, a w 2012 Odznakę Honorową „Bene Merito”.